# Papilio mangoura
Papilio mangoura là một loài bướm thuộc họ Papilionidae. Nó là loài đặc hữu của Madagascar.

## Hình ảnh

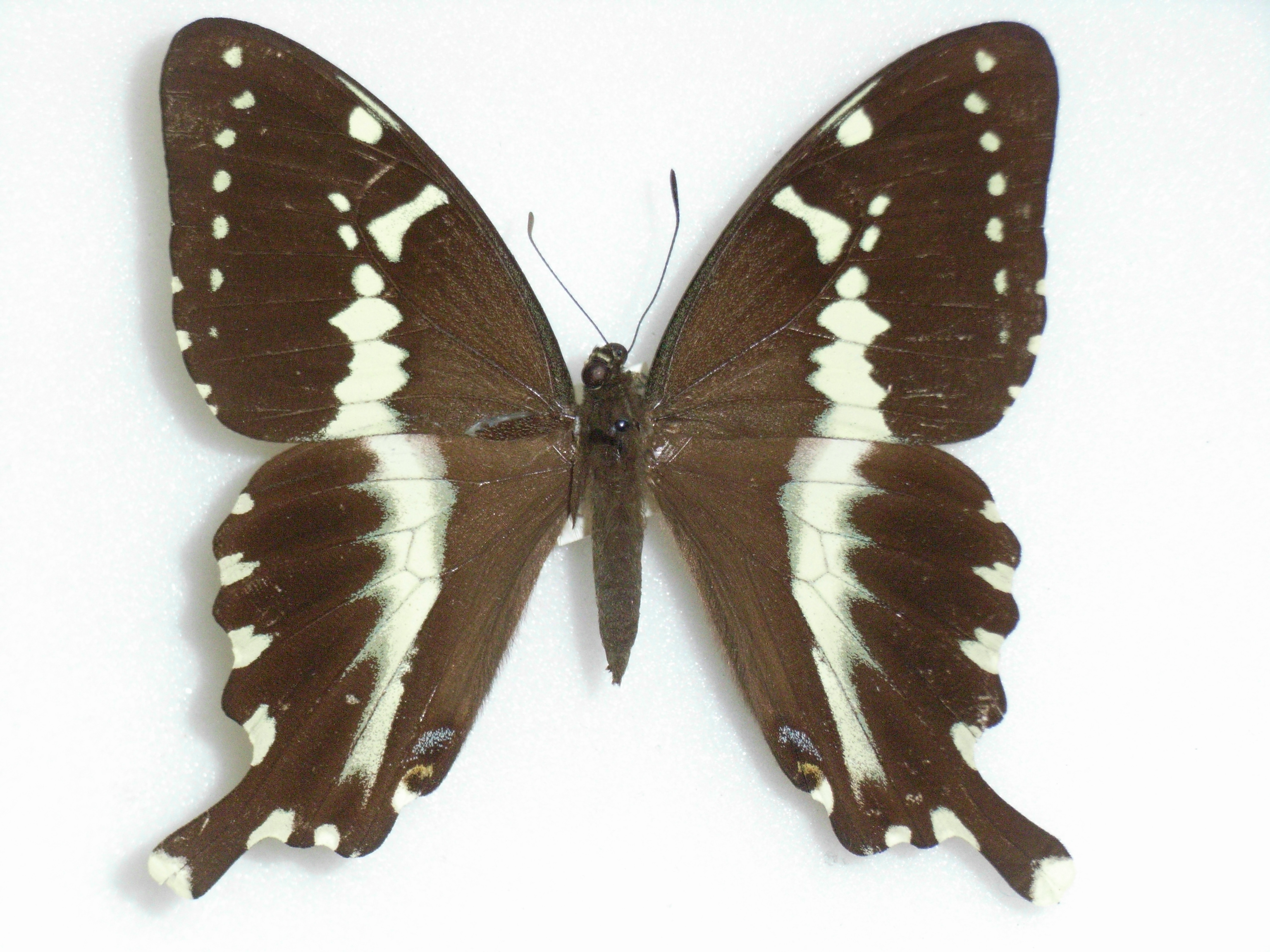